# Wiphala
Wiphala (udtalt wɪˈpʰɐlɐ på Quechua) er et kvadratiske emblem, der ofte anvendes som et flag, der repræsenterer de oprindelige folk i Andesregionen, omfattende Bolivia, Peru, Ecuador, dele af Argentina, Chile og Colombia. Wiphalaen findes i flere forskellige varianter, der repræsenterer Inkariget (Tawantin Suyu) og hver af det fire regioner (suyuer).
Cusco-Wiphalaen består af syv horisontale striber, der repræsenterer regnbuens farver. 
Suyu-wiphalaerne består af 7×7 kvadratiske felter i syv farver, der er arrangerer diagonalt. Den konkrete sammensætning af farverne er forskellige fra suyu til suyu og farven af den længste diagonale stribe viser, hvilken suyu Wiphalen repræsenterer. Qullasuyu er hvid, Kuntisuyu gul, Chinchaysuyu rød og Antisuyu er grøn. Der er også et alternativt mønster for Antinsuyus Wophala.  Der findes også en Wiphala for Tupac Katari og for Tupac Kataris guerrillahær.
Article 6, afsnit II i Bolivias forfatning fastslår, at Wiphala er landets officielle flag ligestillet med landets traditionelle røde, gule og grønne flag.

## Historie
I moderne tid er regnbueflaget blevet forbundet med Tawantinsuyu og vises som et symbol på arven efter Inkariget i Peru, Ecuador og Bolivia. Det er omdiskuteret, om banneret har sin oprindelse blandt inkaerne eller i Tawantisuyu. Der er beskrivelser i det 16. og 17. århundrede, der beskriver et banner eller et flag, der benyttes af inkaerne, men dets oprindelse kan spores tilbage til tidligere civilisationer i Andesregionen. 
Världskulturmuseet i Göteborg har i samlingen en Wiphala, der ved en kulstof 14-datering er dateret til det 11. århundrede. Wiphalen stammer fra Tiwanaku-regionen og blev fundet i en medicinmands grav.

## De syv farver
De syv farver i Wiphalaen svarer til regnbuens farver. Betydningen af de syv farver er:
- Rød: Jorden og menneskene i Andes
- Orange: Samfund og kultur
- Gul: Energi
- Hvid: Tid
- Grøn: Naturens ressourcer
- Blå: Himlen
- Violet: Selvbestemmelse og ledelse af Andesregionen

## Oprindelige befolkning i Andes og sociale bevægelser

### Wiphalaen i Andes
Et flag med syv striber i regnbuens farver anvendes i Peru og Ecuador og repræsenter Tawantin Suyu (Inkariget) eller inkaernes territorium. Flaget ses ofte anvendt i Cuzco i Peru, herunder også i officielle sammenhænge. Det regnbuestribede flag anvendes som et flag for den etniske befolkningsgruppe Quechua.
I Ecuador forbindes Wiphalaen med den indianske sociale bevægelse CONAIE (Confederation of Indigenous Nationalities of Ecuador (Sammenslutningen af Oprindelige Nationaliteter i Ecuador)), der spillede en stor rolle i i massive protester i slutningen af 1990'erne og begyndelsen af 2000'erne. På tilsvarende vis er Wiphalaen ofte anvendt ved demonstrationer og marcher i Peru blandt den oprindelige befolkning. Aymaraerne anvender ligeledes Wiphalaen som symbol på den oprindelige kultur. 
Den bolivianske præsident Evo Morales fik ved vedtagelsen af den gældende forfatning i landet gennemført, at Wiphalaen i Qullasuyu-varianten er ligestillet med landets officielle. Wiphalas farver anvendes af landets flyvevåben i bemalingen af flyene.

## Kritik
Bolivias ophøjelse af Wiphalen til officielt flag har rejst kritik fra flere sider, også fra dele af den oprindelige befolkning, idet det hævdes, at brugen af Wiphalen opildner til etnisk uro og splittelse og fører til yderligere splittelse blandt landets fattige befolkning, der opdeles i oprindelige folk (aymara, quechua, guarani) på den ene side og hvide og mestizer på den anden side.

## Suyuflag
- Qullasuyu
- Kunti Suyu
- Chinchay Suyu
- Anti Suyu

## Eksterne links
- Wikimedia Commons har flere filer relateret til Wiphala
- Wiphala Emblemer Arkiveret 24. december 2005 hos  Wayback Machine
- Emblema Nacional del Pusinsuyo = Tawantinsuyo Arkiveret 18. november 2012 hos  Wayback Machine
- Wiphalaens historie Arkiveret 15. marts 2009 hos  Wayback Machine
- "Guaman Poma - El Primer Nueva Crónica Y Buen Gobierno" på Det Kongelige Bibliotek; En digital version af Corónica, scannet fra det oprindelige manuskript. Indeholder flere tegninger og illustrationer af Inkaernes og spaniernes flags.